# Margit Oelsner-Baumatz
Margit Oelsner-Baumatz, née en 1938 à Wrocław, est la première femme rabbin d'Argentine et d'Amérique latine.